# Pentispa melanura
Pentispa melanura är en skalbaggsart som först beskrevs av Félicien Chapuis 1877.  Pentispa melanura ingår i släktet Pentispa och familjen bladbaggar. Inga underarter finns listade i Catalogue of Life.